# جيمس إي. وليامز
جيمس إي. وليامز (بالإنجليزية: James E. Williams)‏ هو سياسي أمريكي، ولد في 16 يناير 1826، وتوفي في 10 أبريل 1900.